# Jenny Stead
Jenny Stead ist eine südafrikanische Schauspielerin.

## Leben
Jenny Stead ist eine südafrikanische Theater-, Film- und Fernsehschauspielerin.
Sie spielte im Jahre 2007 in der ZDF-Dokumentation Wagnis im Dschungel – Mary Kingsley unter Kannibalen  die englische Enthnologin und Entdeckerin Mary Kingsley. Die Fernsehdokumentation wurde von Petra Höfer und Freddie Röckenhaus realisiert.

## Filmografie (Auswahl)
- 2003: Cavegirl – Upright Man (TV-Serie)
- 2003: Wilde Jungs (TV-Film)
- 2005: Der Poseidon-Anschlag (TV-Film)
- 2008: Starship Troopers 3: Marauder (Videofilm)
- 2008: Exclusive! (TV-Doku)
- 2012: Restless (TV-Film)
- 2013: Alle Macht den Kindern (TV-Film)
- 2017: Blood Drive (TV-Serie)